# Five Blues Lake National Park
Five Blues Lake National Park ist ein See im Tropenwald von Belize, der als Teil eines Nationalparks unter Naturschutz steht. Der See umfasst eine Fläche von ca. 4,04 ha (10 acre) und das Umland besteht aus 16,4 km² von Kalkstein-Hügeln. Der See hat seinen Namen von den verschiedenen Schattierungen von Blau, welche von den unterschiedlichen Wassertiefen und den Reflexionen des Sonnenlichts durch die Bäume im Umkreis des Sees entstehen. Der See wird von der Association of Friends of the Five Blues Lake im Dorf St. Margret’s, wenige Minuten vom See entfernt, betreut. Am Rand des Sees befindet sich eine Uferlinie versunkener Kalksteine, welche zum Orchid Island führt, wo massenhaft wilde Orchideen wachsen. 2007 schien eine Trockenheit den See auszutrocknen.

## Geographie und Klima
Der See liegt in einem Karstgebiet mit einzelnen Alluvialböden mit Höhen von 15 m bis 360 m über dem Meeresspiegel. Im Park gibt es auch Höhlen, Dolinen und Felsformationen. Das Gebiet hat hauptsächlich Kalkböden, die hauptsächlich flach und steinig sind, sowie tonige Böden und entlang der Flüsse auch Alluvialböden. Steile Hügel umgeben den See mit seiner Fläche von ca. 3 ha und einem saisonalen Sumpf. Die Hydrologie von Five Blues ist vergleichbar mit derjenigen des St. Herman’s Blue Hole National Park. Man vermutet, dass der See durch die Blockade eines unterirdischen Flusses im Karst entstanden ist. Der See wird offenbar durch unterirdische Flüsse gespeist und erhält jährlich Zufluss durch ca. 260 cm Niederschlag. Einige oberirdische Bäche münden zusätzlich in den See. Im See befindet sich eine kleine Insel. Der Park gehört zum Einzugsgebiet des Sibun River.
In der Umgebung liegen noch weitere Schutzgebiet: Sibun Forest Reserve im Südwesten und das größere Manatee Forest Reserve im Norden, Osten und Süden. Einen direkten Anschluss an diese Schutzgebiete hat der Nationalpark aber nur an einem kleinen Ende im Südosten. Der kleine St. Herman’s Blue Hole National Park liegt acht Kilometer weiter westlich.

## Geschichte
Five Blues Lake wurde im April 1991 als Nationalpark eingerichtet. Da die Begrenzung nicht klar definiert waren, wurde der Park im April 1994 auf 1640 ha (4.000 acres) vergrößert. Vor der Unterschutzstellung wurde das Gebiet zum Fischen, Jagen und für Landwirtschaft genutzt. Seither wird das Gelände von der lokalen Nichtregierungsorganisation (NGO) Association of Friends of Five Blues Lake betreut.
Eine gewisse Bedrohung für den Park besteht durch das anwachsen der Mennoniten-Kolonie Bird Walk, welche seit 2011 im nicht geschützten Gebiet zwischen Five Blues Lake National Park und Manatee Forest Reserve angelegt worden ist. Für die Bauten wurde viel Holz eingeschlagen.

### Austrocknung 2006
2006 trocknete der See aus. Untersuchungen ergaben, dass schwere Regenfälle im Juni und Juli 2006, die zu Überflutungen führten, möglicherweise Sediment oder Organische Masse ausgespült hatten, welches zuvor bestimmte Höhlen verstopft hatte. Der durchschnittliche monatliche Niederschlag in den Hummingbird Villages erreichte im Juni 432 mm im Juni und 672 mm im Juli 2006. Warum der See jedoch innerhalb kurzer Zeit leer lief ist noch immer unklar. Möglicherweise wurde eine Cenote geöffnet, wodurch ein fast senkrechtes Ablaufen in darunterliegende Höhlenkanäle erfolgte.
Allerdings liegt der Seegrund bereits unter der Meereshöhe, so dass ein vertikales abfließen unwahrscheinlich ist. Es gab Berichte, wonach Anwohner bereits im Vorfeld plötzliche Schwankungen erlebt hatten und, dass Trübung nicht mehr saisonal vorhersagbar gewesen war. Es entstand außerdem ein kleinerer See in einem anderen Teil des Parks, womöglich besteht eine unterirdische Verbindung.

## Fauna
167 Vogelarten und mehr als 20 Fledermaus-Arten wurden im Parkgebiet beobachtet. Die fünf Katzenarten von Belize (Jaguar, Jaguarundi, Langschwanzkatze (margay), Puma und Ozelot) sind angeblich auch im Park beheimatet. Darüber hinaus gibt es Brüllaffen, Tapire, Pakas (gibnut), Pekaris und Gürteltiere. Zur aquatischen Fauna wurden noch keine Studien unternommen, bekannt sind jedoch zumindest die Fischarten Petenia splendida (bay snook) und Tuba.
Five Blues lake ist umgeben von laubwerfenden Wäldern und Kalkvegetation. Selektive Holzernte, Chicle- sowie Naturkautschuk-Gewinnung, Früchte Sammeln und andere Sammeltätigkeiten, sowie vorgeschichtlicher Waldbau der Maya mit Rodungen zur Gewinnung von Ackerland haben großen Einfluss auf die Landschaft des Parks genommen. Heute wird der Park durch die lokal Community nachhaltig bewirtschaftet.

## Anwohner
St. Margaret’s (Santa Martha) ist ein Dorf am Hummingbird Highway und an der Lagoon Road bei Meile 32. Der Name St. Margaret’s wird heute speziell für ein von der Regierung unterteiltes Gebiet in der Nähe von Meile 32 verwendet, das um 2011 eingerichtet wurde, um eine Welle spanischsprachiger Einwanderer aufzunehmen. Das Dorf erstreckt sich größtenteils über unvermessenem Land, welches als älteres Siedlungsgebiet gilt. Das Dorf soll Anfang der 1980er Jahre Zufluchtsort für Einwanderer gewesen sein. Im Jahr 1980 zählte das Dorf 60 Einwohner, 1991 wuchs die Zahl auf 415 und später auf 600–700 Personen.